# Paolo Giglio
Paolo Giglio (* 20. Januar 1927 in Valletta, Malta; † 7. März 2016) war ein maltesischer Geistlicher und Diplomat des Heiligen Stuhls.

## Leben
Paolo Giglio empfing am 12. April 1952 die Priesterweihe. Von 1956 bis 1958 absolvierte er die Päpstliche Diplomatenakademie. Er war danach an den Apostolischen Nuntiaturen in Nicaragua von 1958 bis 1959, von 1960 bis 1962 in Argentinien und zuletzt von 1963 bis 1965 im Iran tätig.
Papst Paul VI. verlieh ihm am 21. Juni 1963 den Ehrentitel Überzähliger Geheimkämmerer Seiner Heiligkeit (Monsignore) und am 27. November 1971 den Titel Ehrenprälat Seiner Heiligkeit. Am 26. Januar 1976 berief er ihn zum Nuntiaturassistenten an der Apostolischen Nuntiatur in Frankreich und verlieh ihm am 9. Februar 1976 den Ehrentitel Apostolischer Protonotar.
Am 4. April 1986 ernannte ihn Papst Johannes Paul II. zum Titularerzbischof von Tyndaris und zum Apostolischen Nuntius in Nicaragua. Die Bischofsweihe spendete ihm der Apostolische Nuntius in San Marino, Pier Luigi Celata, am 8. Juni desselben Jahres; Mitkonsekratoren waren Joseph Mercieca, Erzbischof von Malta, und Nikol Joseph Cauchi, Bischof von Gozo.
Am 25. März 1995 wurde er zum Apostolischen Nuntius in Ägypten und Ständigen Beobachter der Arabischen Liga ernannt. Am 5. Februar 2002 nahm Johannes Paul II. sein aus Altersgründen vorgebrachtes Rücktrittsgesuch an.